# Ray Taylor
Ray Taylor (né le 1er décembre 1888 à Perham, dans le Minnesota) et mort le 15 février 1952 à Hollywood) est un réalisateur américain de cinéma parmi les plus prolifiques.

## Biographie
Ray Taylor a réalisé 159 films entre 1926 et 1949. Il a commencé vers la fin de la période du cinéma muet avec la série des Fighting with Buffalo Bill.
Il est inhumé au Forest Lawn Memorial Park  à Los Angeles.

## Filmographie partielle
- 1926 : Fighting with Buffalo Bill
- 1927 : Whispering Smith Rides
- 1928 : The Vanishing Rider
- 1928 : A Final Reckoning
- 1928 : Tarzan the Mighty
- 1929 : The Ace of Scotland Yard
- 1929 : The Pirate of Panama
- 1930 : The Jade Box
- 1931 : Battling with Buffalo Bill
- 1932 : Heroes of the West
- 1933 : The Perils of Pauline (feuilleton)
- 1934 : Pirate Treasure
- 1934 : The Return of Chandu
- 1936 : The Phantom Rider
- 1936 : Flash Gordon, coréalisateur avec Frederick Stephani
- 1937 : La Caravane de l'enfer (The Painted Stallion) [2]
- 1937 : The Mystery of the Hooded Horsemen
- 1938 : Rawhide avec Lou Gehrig
- 1938 : Zorro l'homme-araignée (The Spider's Web) [3]
- 1939 : Les policiers de l'air (en) (Flying G-Men), coréalisateur avec James W. Horne
- 1942 : Junior G-Men of the Air
- 1942 : Don Winslow of the Navy
- 1942 : Gang Busters, coréalisateur avec Noel M. Smith
- 1943 : Adventures of the Flying Cadets
- 1943 : The Adventures of Smilin' Jack
- 1943 : Don Winslow of the Coast Guard
- 1944 : Mystery of the River Boat (en) de Lewis D. Collins et Ray Taylor
- 1944 : Raiders of Ghost City (en)
- 1945 : The Royal Mounted Rides Again
- 1945 : Secret Agent X-9 (en)
- 1945 : The Master Key (en) de Lewis D. Collins et Ray Taylor
- 1945 : Jungle Queen
- 1945 : Les Quatre Bandits de Coffeyville (The Daltons Ride Again)
- 1946 : Lost City of the Jungle
- 1946 : The Scarlet Horseman
- 1947 : Stage to Mesa City (en)
- 1949 : Son of Billy the Kid (en)

## Crédit d'auteurs
- (en) Cet article est partiellement ou en totalité issu de l’article de Wikipédia en anglais intitulé « Ray Taylor (director) » (voir la liste des auteurs).